# Казале (Изернија)
Казале је насеље у Италији у округу Изернија, региону Молизе.
Према процени из 2011. у насељу је живело 54 становника. Насеље се налази на надморској висини од 824 м.